# Lassi

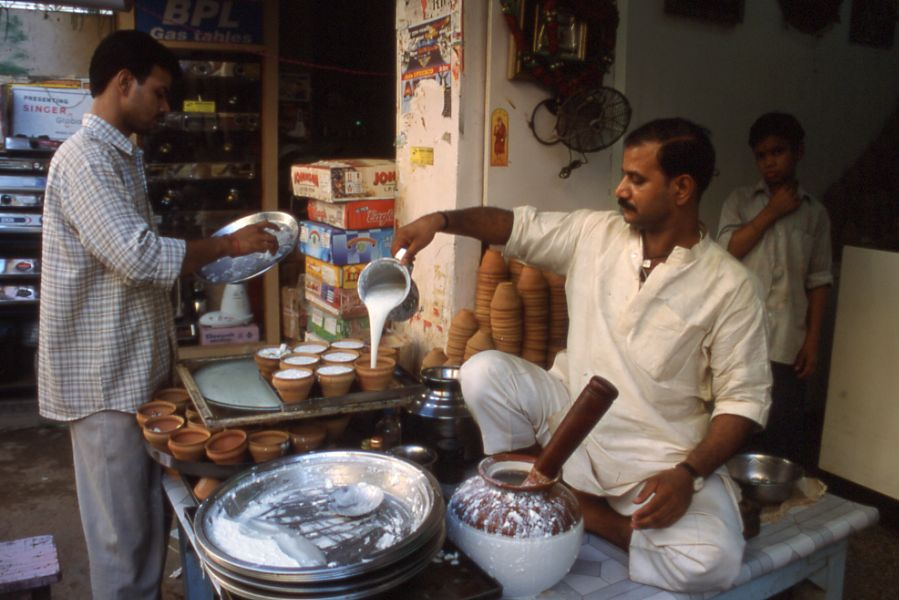
Botiga de lassi a Varanasi.

El lassi és una beguda originària del Punjab feta a base de iogurt.
Es consumeix principalment a l'Índia i al Pakistan com a beguda refrescant, servida freda durant els mesos de calor. Degut a la diàspora índia, el mercat de lassi s'està obrint internacionalment; per exemple, en 2012 la Punjab MilkFed (cooperativa estatal de productors làctics de Punjab, que ja exporta ghee a molts països) va estimar que les vendes de lassi a l'estranger (especialment Estats Units, Regne Unit, Dubai i Austràlia) durant 2013 podrien ascendir a 17500 milions de rupies.

## Tipus de lassis
El lassi tradicional és lleugerament salat i es prepara barrejant iogurt amb aigua i condimentat amb comí, pebre o altres espècies. És semblant a l'ayran turc o al doogh iranià.
El lassi dolç acostuma a incorporar algun dels següents ingredients: sucre, mel, aigua de roses, llimona, fruites dolces com la banana, el mango o la papaia en forma de suc o en polpa, i inclús safrà (al Sindh). Hi ha altres variants de lassi menys comunes que incorporen llet, o una capa de crema, o mantega.
El lassi també pot fer-se de bhang, un preparat legal a l'Índia a base de Cannabis. Aquest es consumeix preferentment en la festivitat de Holi.